# Boszorkánykör (gomba)

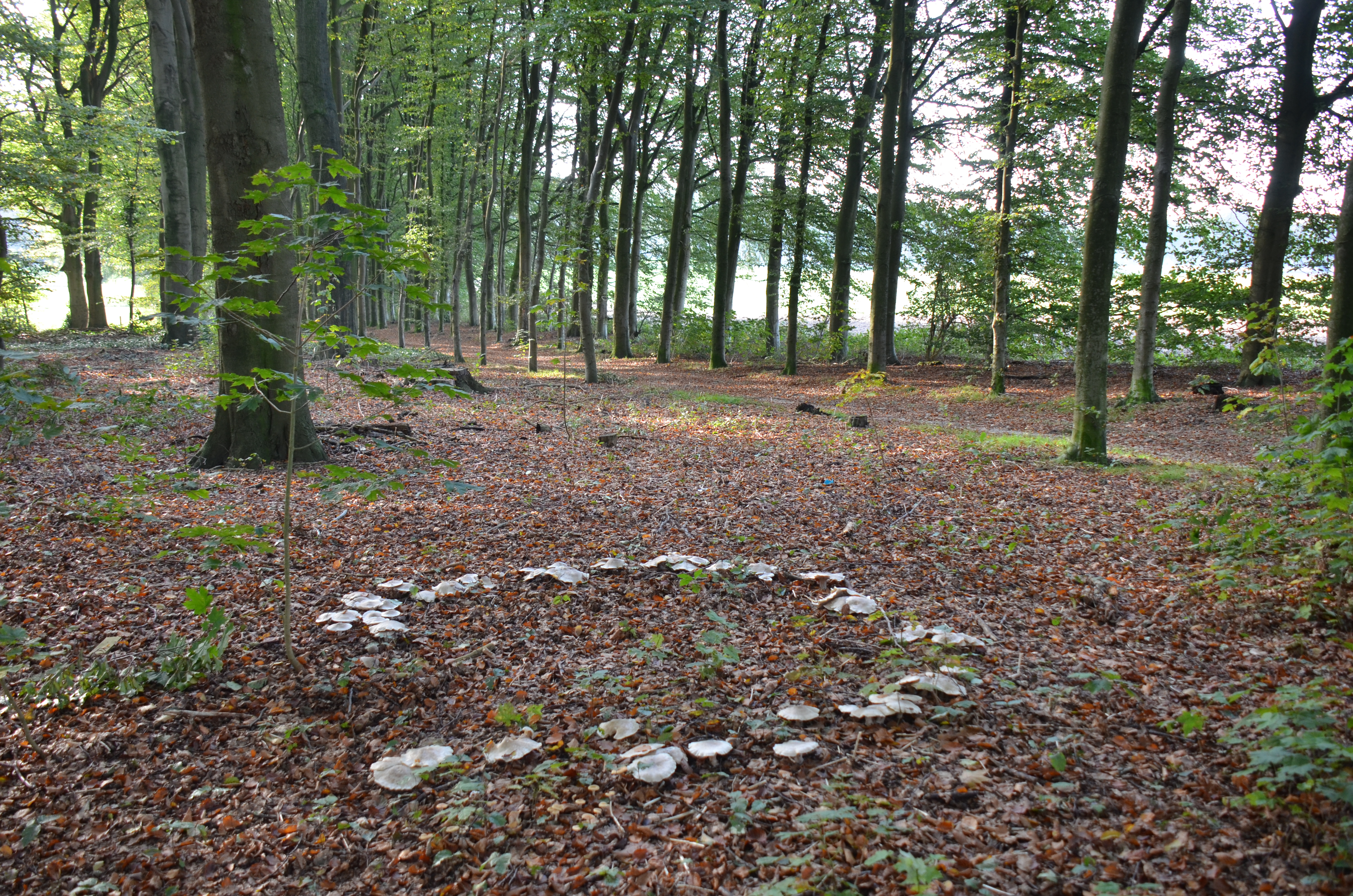
Szürke tölcsérgomba boszorkányköre

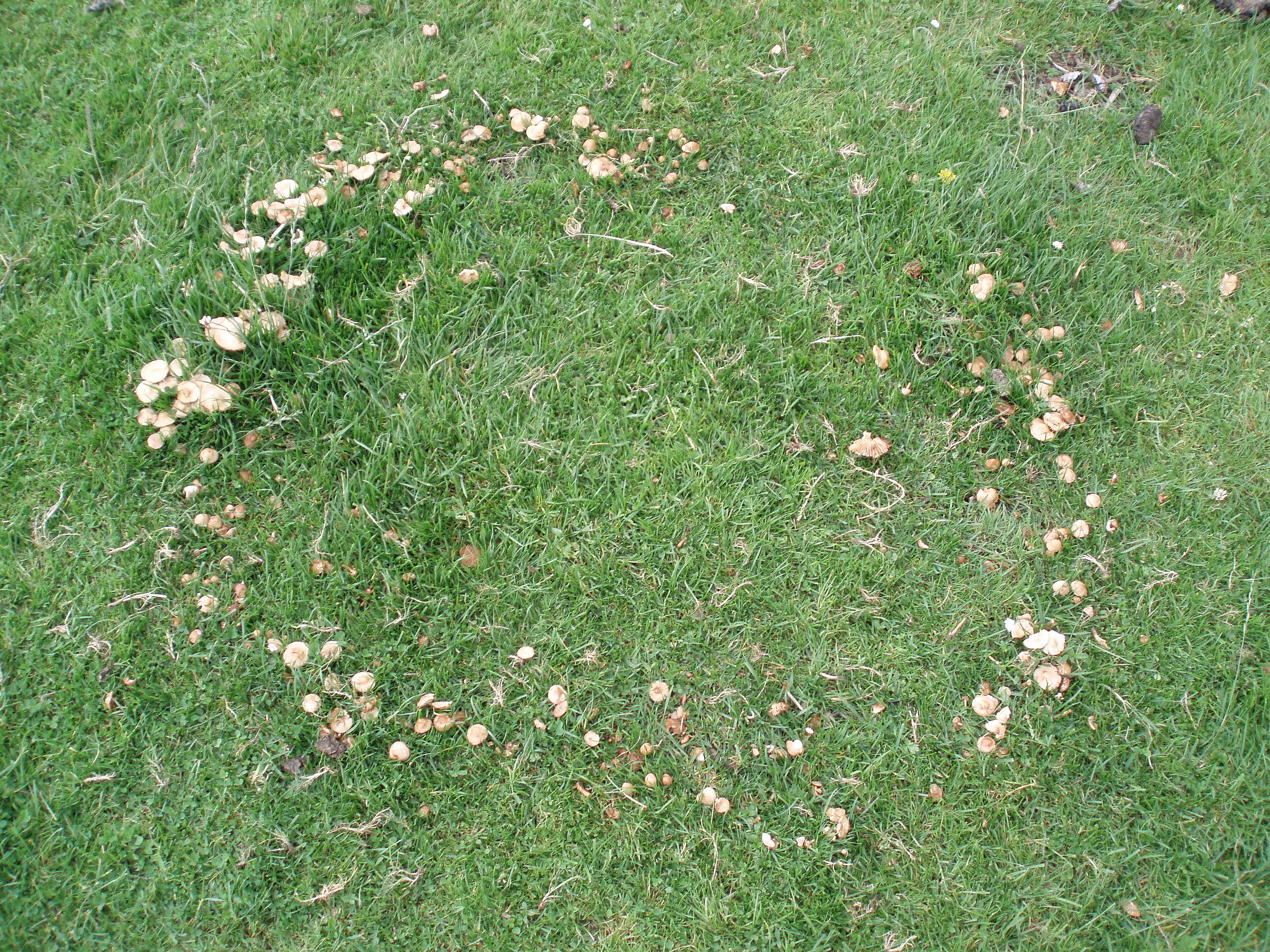
Gombák boszorkányköre

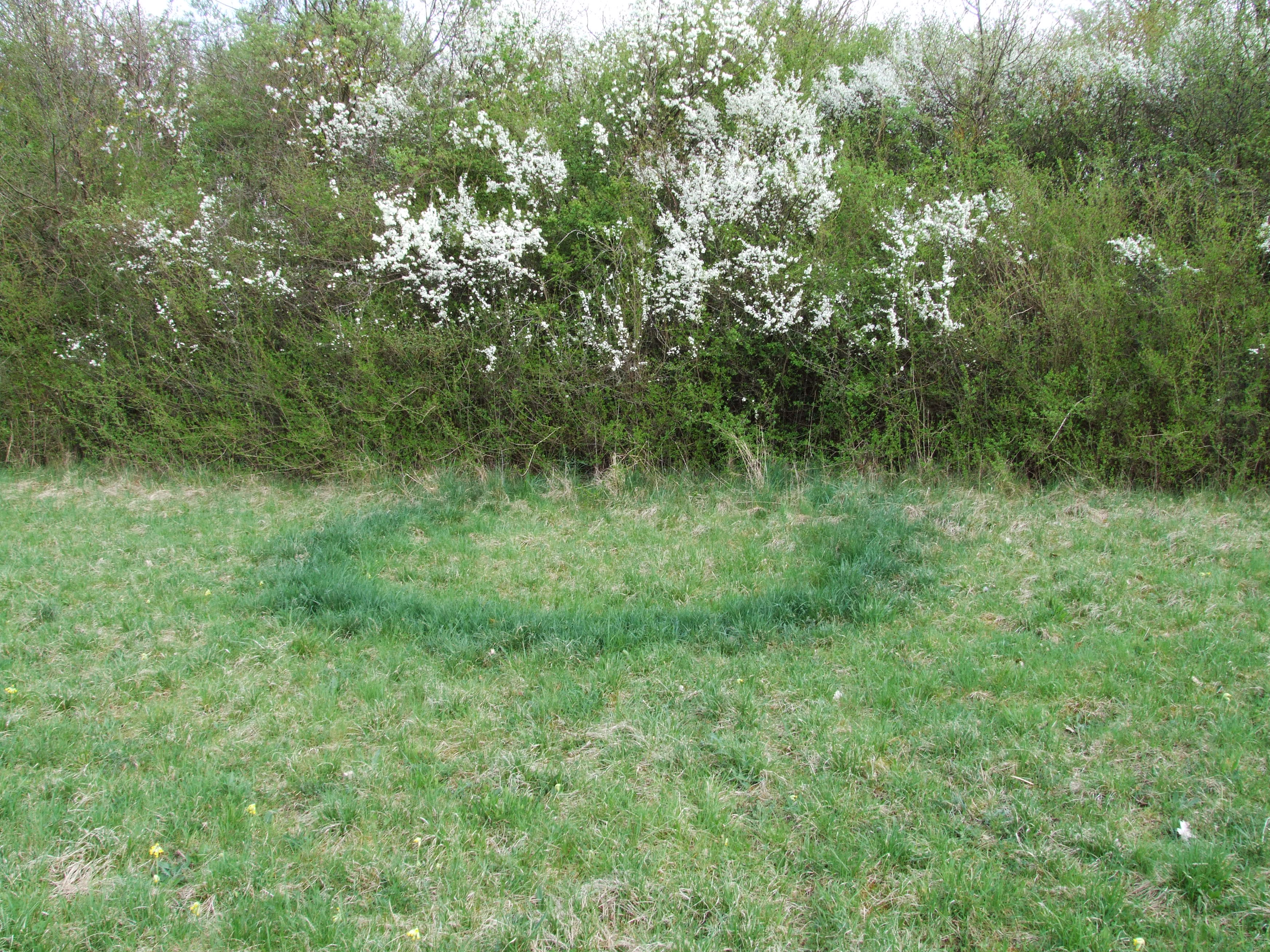
Tündér gyűrűk a réten

A boszorkánykör (boszorkánygyűrű) gombák növekedése során természetesen létrejövő jelenség. A gombák szerveződésének formája, a földalatti  táplálékfelvevő micéliuma sugárirányban növekszik, majd a kiindulási ponttól azonos távolságra, kör alakban, vagy ív mentén jelennek meg a termőtestek. Elsősorban erdőkben, ritkábban mezőn jelenik meg.

## Keletkezése

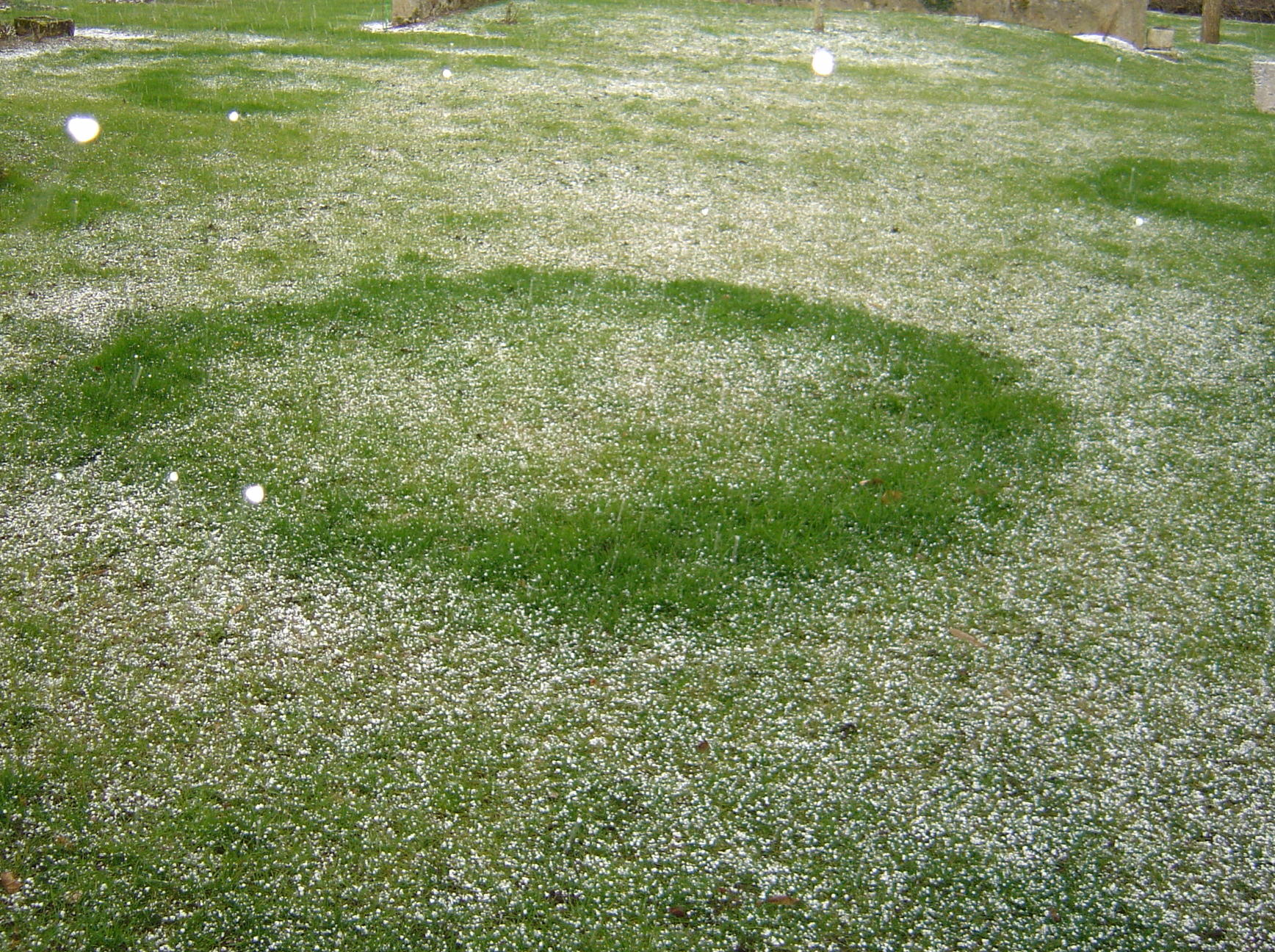
Boszorkánygyűrű a fűben

A sugárirányban, megközelítőleg azonos sebességgel növekedő gombafonalak, magasabb tápanyagtartalmú terület felé (kifelé) törekednek, és megfelelő időjárás esetén alakítanak ki termőtesteket, ezért minden alkalommal nagyobb lesz a gyűrű. Mérete a többször tíz métert is elérheti. A boszorkánygyűrűt nem is mindig gombák jelzik, a talajt fedő növényzet környezettől eltérő növekedése vagy állapota is jelezheti a gombafonalak jelenlétét.

## Nevének eredete
A boszorkánykör elnevezés azon középkori hiedelemből származik, hogy boszorkányok (vagy tündérek, manók) éjszaka táncot jártak, és körülöttük jelentek meg a gombák. (Angol neve: tündérkör - fairy ring) E hiedelmek, népi történetek Európa szerte számtalan változatban fellelhetők.

## Boszorkánykört alkotó gombafajok
- Amanita muscaria[5]
- Calocybe gambosa[6]
- Clitocybe dealbata[7]
- Clitocybe geotropa[8]
- Clitocybe nebularis
- Clitocybe rivulosa[7]
- Chlorophyllum molybdites
- Chlorophyllum rhacodes
- Entoloma sinuatum[9]
- Gomphus clavatus
- Leucopaxillus giganteus[10]
- Marasmius oreades
- Sarcodon imbricatus[11]
- Tricholoma pardinum[12]